# Twierdzenie Gaussa-Wantzela
Twierdzenie Gaussa-Wantzela – twierdzenie geometrii euklidesowej, które mówi, że {\displaystyle n}-kąt foremny daje się skonstruować za pomocą cyrkla i linijki, jeżeli {\displaystyle n} jest liczbą postaci {\displaystyle 2^{k}\cdot p_{1}\cdot p_{2}\cdot \ldots \cdot p_{s},} gdzie {\displaystyle p_{1},p_{2},\dots p_{s},} są różnymi liczbami pierwszymi Fermata. Jak dotąd (2019) znane jest tylko 5 liczb pierwszych Fermata: {\displaystyle F_{0}=3,} {\displaystyle F_{1}=5,} {\displaystyle F_{2}=17,} {\displaystyle F_{3}=257,} {\displaystyle F_{4}=65537} i nie wiadomo, czy jest ich więcej.
W szczególności we wzorze może być {\displaystyle s=0} (wielokąty o liczbie boków będącą potęgą dwójki są konstruowalne) lub {\displaystyle k=0} (twierdzenie obejmuje także wielokąty o nieparzystej liczbie boków). Tak więc, konstruowalne są m.in. pięciokąt {\displaystyle (k=0,\ s=1,\ p_{1}=F_{1})} i sześciokąt foremny {\displaystyle (k=1,\ s=1,\ p_{1}=F_{0}),} ale już nie siedmiokąt.

## Historia
W starożytności matematycy potrafili konstruować za pomocą cyrkla i linijki {\displaystyle n}-kąty foremne dla {\displaystyle n} postaci {\displaystyle 2^{k},3\cdot 2^{k},5\cdot 2^{k}} i {\displaystyle 3\cdot 5\cdot 2^{k}.}
W roku 1796 Gauss skonstruował siedemnastokąt foremny, a w roku 1801 udowodnił, że warunek podany w twierdzeniu jest wystarczający dla przeprowadzenia konstrukcji. Przypuszczał też, że jest to warunek konieczny, jednak dowodu nie podał. W roku 1837 wykazał to Pierre Wantzel.
257-kąt foremny skonstruowano w 1832 roku. Sposób konstrukcji klasycznej 65537-kąta foremnego po raz pierwszy opublikował nauczyciel gimnazjum Johann Gustav Hermes w 1894. Sama konstrukcja zajmuje 200 stron, Hermes pracował nad nią przez 10 lat.

## Związek z trójkątem Pascala
Jedynymi znanymi konstruowalnymi wielokątami foremnymi o nieparzystej liczbie boków są te, których liczba boków jest dzielnikiem {\displaystyle 2^{32}-1=3\cdot 5\cdot \ 17\cdot 257\cdot 65537,} tj. 1, 3, 5, 15, 17, 51, 85, 255, 257,..., 4294967295 (z wyjątkiem 1). William Watkins zauważył, że liczby tego ciągu zapisane w systemie binarnym, znajdują się w pierwszych 32 wierszach trójkąta Pascala mod 2:
```
         1 = 1
         3 = 11
         5 = 101
        15 = 1111
        17 = 10001
        51 = 110011
        85 = 1010101
       255 = 11111111
       257 = 100000001
       771 = 1100000011
      1285 = 10100000101
      3855 = 111100001111
      4369 = 1000100010001
     13107 = 11001100110011
     21845 = 101010101010101
     65535 = 1111111111111111
     65537 = 10000000000000001
    196611 = 110000000000000011
    327685 = 1010000000000000101
    983055 = 11110000000000001111
   1114129 = 100010000000000010001
   3342387 = 1100110000000000110011
   5570645 = 10101010000000001010101
  16711935 = 111111110000000011111111
  16843009 = 1000000010000000100000001
  50529027 = 11000000110000001100000011
  84215045 = 101000001010000010100000101
 252645135 = 1111000011110000111100001111
 286331153 = 10001000100010001000100010001
 858993459 = 110011001100110011001100110011
1431655765 = 1010101010101010101010101010101
4294967295 = 11111111111111111111111111111111
```

Następny wiersz w tym ciągu, 4294967297, jest kolejną liczbą Fermata: F5 = 232 + 1. Ponieważ jednak nie jest ona liczbą pierwszą (4294967297 = 641 · 6700417), nie można skonstruować wielokąta foremnego o takiej liczbie boków.